# Inzulin

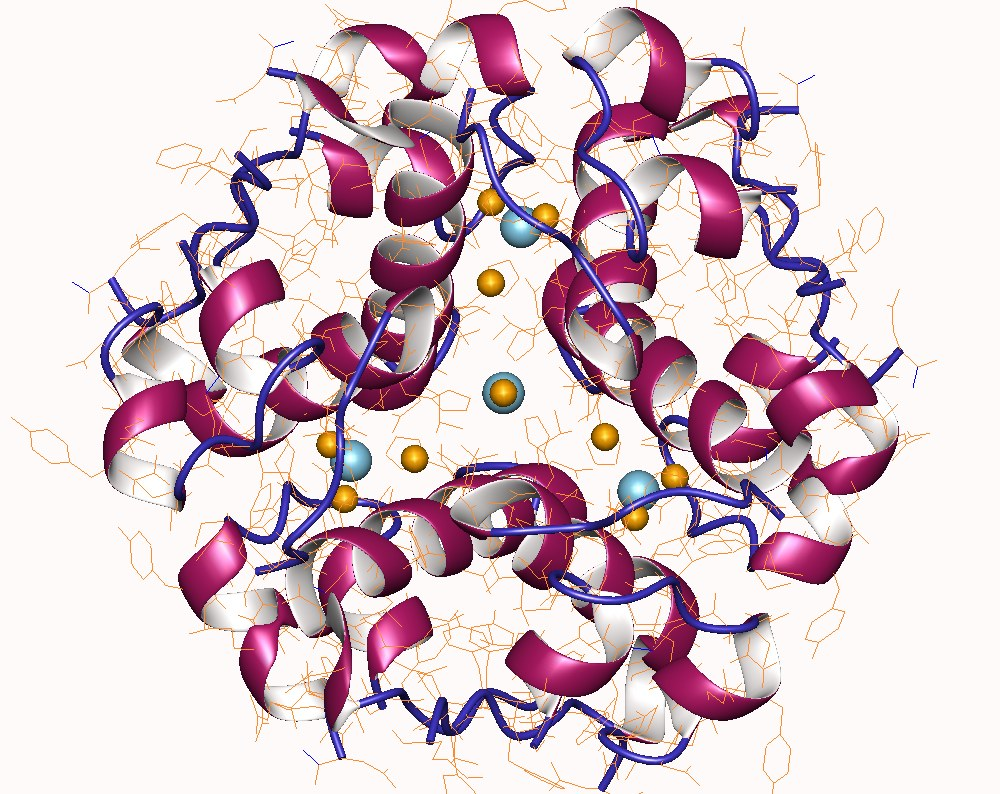
Emberi inzulin hexamer.

Az inzulin (a latin insula = sziget szóból) a hasnyálmirigy Langerhans-szigeteiben található béta-sejtek által termelt polipeptid hormon, amely a szénhidrátok, fehérjék és zsírok anyagcseréjének szabályozásában vesz részt. A szervezet sejtjei csak inzulin jelenlétében képesek felvenni a vérből a glükózt. Az inzulin felfedezői Frederick Grant Banting és John James Rickard Macleod 1923-ban megosztva megkapták az orvosi és élettani Nobel-díjat.

## Felfedezésének története

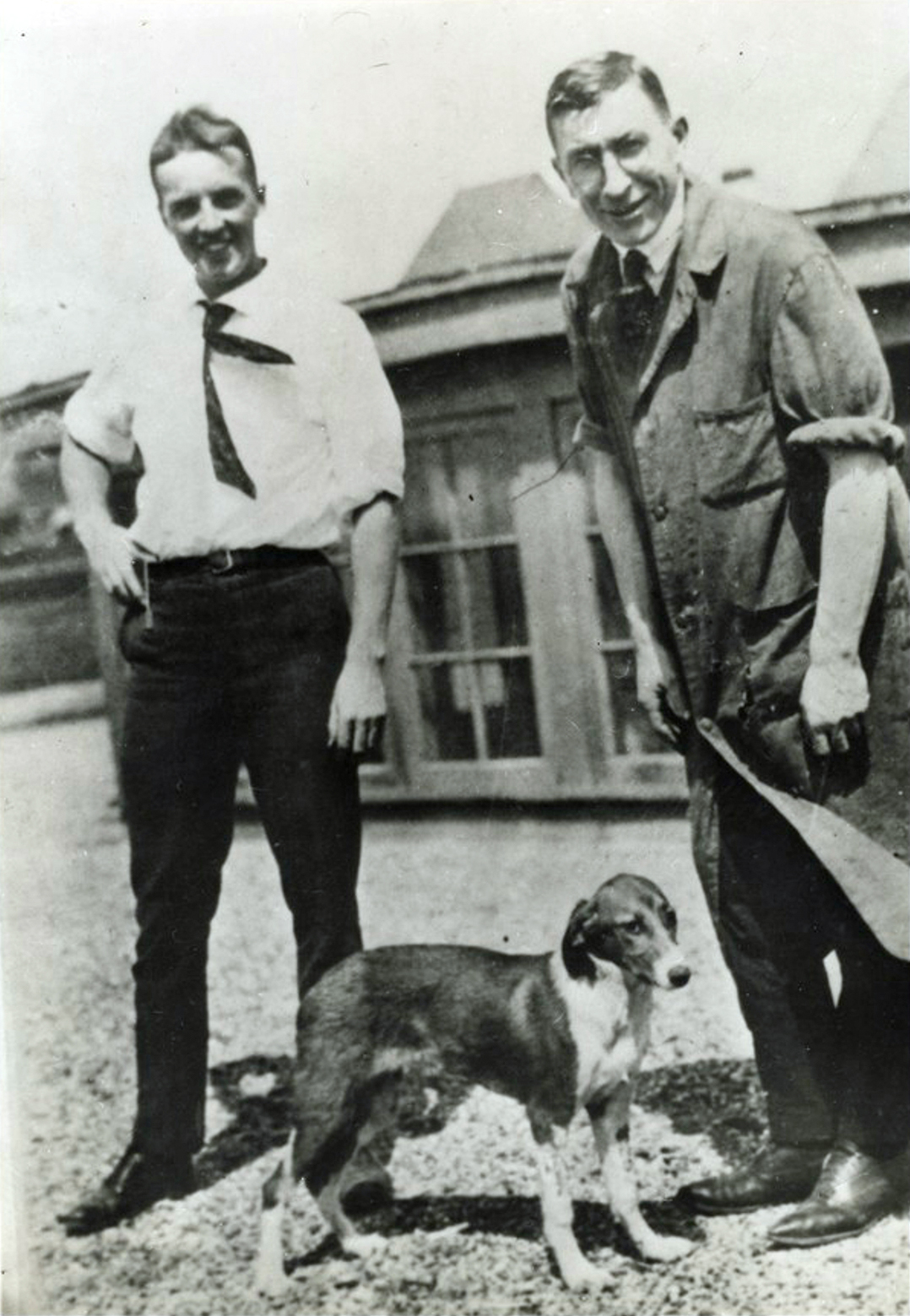
Frederick Banting (jobbra) és Charles Best (balra), az inzulin felfedezői

Az inzulin felfedezését négy fontos esemény segítette:
- Paul Langerhans 1869-ben leírta a hasnyálmirigy később róla elnevezett szigeteit (Langerhans-szigetek).
- Josef von Mering és Oskar Minkowski 1889-ben végezték el híres kísérletüket Strasbourgban, melynek során a hasnyálmirigy kiirtása után kutyákban cukorbetegség alakult ki.[1]
- John James McLeod, torontói orvos 1913-ban egy könyvben foglalta össze az addig megismert összes tudnivalót a cukorbetegségről.
- Nicolae Paulescu, a bukaresti Orvostudományi és Gyógyszerészeti Egyetem fiziológiaprofesszora volt az első, akinek már 1916-ban sikerült izolálni inzulint, amit ő pancreinnek nevezett.

1921-ben két torontói orvos – Frederick Banting és Charles Herbert Best – John James Rickard Macleod laboratóriumában megismételték von Mering és Minkowski kísérletét: eltávolították kutyák hasnyálmirigyét. A műtéttel inzulinhiányt idéztek elő náluk, ami a vércukorszint megemelkedésével járt. Ezután a hasnyálmirigyből előállított kivonattal injekciózták be az állatokat és azt találták, hogy a vércukorszint hirtelen lecsökkent. Ez jelezte, hogy a hasnyálmirigyben valóban van egy vegyület (az inzulin), ami a véráramba jutva tényleg képes a vércukorszint csökkentésére. Megtörtént tehát az inzulin „felfedezése”.
Banting és Best, James Collip kémikus kollégájukkal tovább dolgozott a Torontói Egyetemen és végül sikerült az inzulint szarvasmarhák hasnyálmirigyéből izolálniuk. 1922-ben az első beteg, aki megkapta az inzulininjekciót, egy 13 éves fiú volt, aki diabéteszes kómában feküdt és már csak órái voltak hátra. Az injekció után a fiú felébredt a kómából. Ezért e felfedezésükért Banting és a laboratórium vezetője – MacLeod – 1923-ban megkapták az fiziológiai és orvostudományi Nobel-díjat. Mind a ketten megosztották a díjjal járó pénzt Besttel és Collippal (habár ezt egyes források szerint csak Banting tette). Banting és Best az inzulin szabadalmát nem védte le, szabadon elérhetővé tették és nem tettek kísérletet az inzulinprodukció kisajátítására sem. Ennek az önzetlenségnek köszönhetően az inzulinkezelés gyorsan elterjedt a világon.
Manapság génsebészet útján kísérleteznek a cukorbetegség gyógyításával. Az elhízottság csökkentése, a rendszeres fizikai tevékenység azonban mérsékelheti, sőt tünetmentessé teheti a 2-es típusú, ma még gyógyíthatatlan cukorbetegségben az anyagcsere zavarát.

## Az inzulinkészítmények gyártásának története

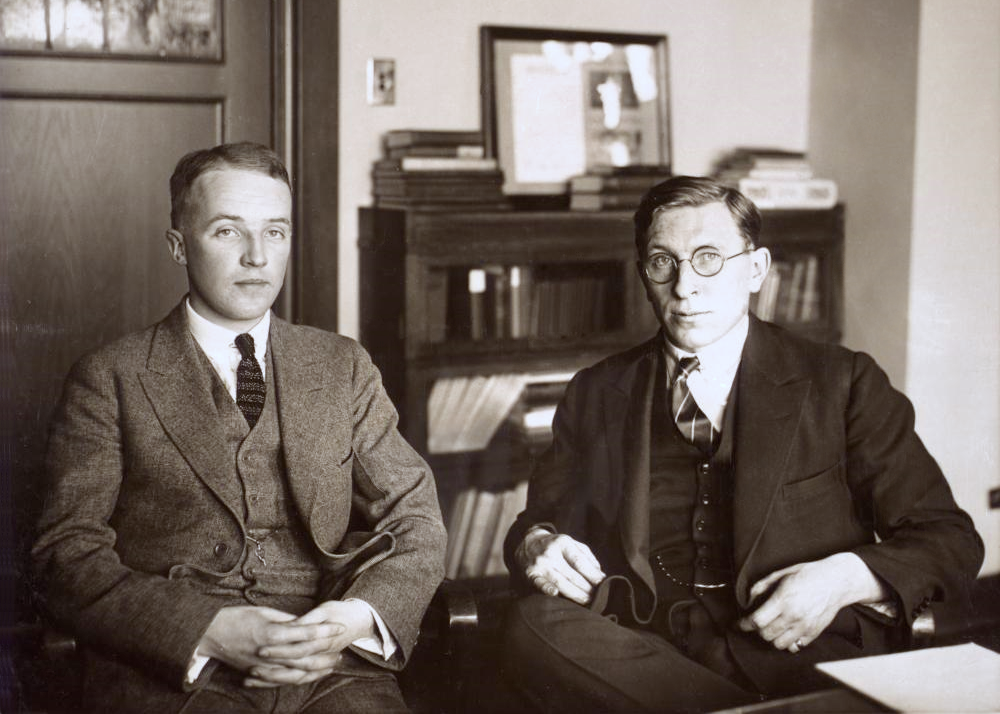
Charles Best (balra) és Frederick Banting (jobbra)
1924 körül, Toronto

A 20. század elején az inzulinfüggő cukorbetegség még halálos kórnak számított.
Az 1920-as években Frederick Banting, Charles Best és James Collip kísérletezték ki az állati eredetű inzulinkészítmények gyártását, melyeket a sertés vagy marha hasnyálmirigyéből történő kivonással készítettek. Az állati eredetű inzulinkészítmények sok ember életét mentették meg, ugyanakkor egyeseknél allergiás reakciót váltottak ki.
Az inzulinkezelések elterjedését nagyban segítette, hogy Banting és Best az inzulin szabadalmát szabadon elérhetővé tették, azt nem védették le, így az inzulingyártás olyan gyorsan tudott fejlődni, hogy szinte a kezdetektől minden cukorbeteg hozzájuthatott a szükséges inzulinadagjához.
A második világháború idején az élelmiszerhiánnyal párhuzamosan súlyos gyógyszerhiány is kialakult: az inzulinhiány sok 1-es típusú cukorbeteg halálát okozta. Az ellátási nehézségek megoldására ebben az időben kis laboratóriumokban is készítettek vágóhídon levágott állatok hasnyálmirigyéből inzulint.
Az 1950-es és 60-as években számos kutatás segítette az emberi inzulin összetételének pontosabb megismerését. Az 1980-as évek elején sikerült először az emberi inzulinnal azonos, úgynevezett humán inzulint előállítani. Ez akkor a sertésinzulinban található, az emberétől különböző aminósav kicserélésével, szintetikus úton történt. Mivel ez a módszer nem volt gazdaságos, így ez végül nem terjedt el.
Az 1987-ben sikerült géntechnológia segítségével az Escherichia coli baktériumba beültetni az emberi inzulin génjét, így a baktérium által termelt molekula teljesen megegyezett az emberi szervezetben található inzulinnal.
1991-től sütőélesztőbe bejuttatott szintetikus DNS segítségével is gyártanak inzulint.
Napjainkban elsődlegesen emberi (humán-)inzulinkészítményeket használnak; mivel az újabb eljárásokkal már könnyű szintetikus úton emberi inzulint előállítani, így mára az állati eredetű inzulinkészítmények szinte teljesen kiszorultak a cukorbetegség kezeléséből.

## Az inzulin hatásai
A tápcsatorna a táplálékkal felvett szénhidrátokat glükózra (szőlőcukor) bontja. A glükóz a bélfalon keresztül a vérbe kerül és ezúton a test minden részére eljut.

A hasnyálmirigy Langerhans-szigete a béta-sejtekkel és emésztőenzimeket termelő sejtekkel körülvéve (hematoxylin-eosin-festés)

Az inzulin a hasnyálmirigy ún. Langerhans-szigeteinek béta-sejtjeiben termelődik. A sejtek a táplálékkal felvett cukorra reagálnak és inzulint szabadítanak fel a keringési rendszerbe. Az inzulin inzulinreceptorokon keresztül kötni tud a test egyes sejtjeihez (máj-, izom- és zsírsejtek) és kis pórusokat nyit a sejtmembránon, amin keresztül sejtek a glükózt fel tudják venni. A sejtek a glükózt energiaforrásként használják valamint egyes sejtek (máj és izom) ezen kívül képesek a glükóz tárolására is szénhidrát (glikogén) formájában.
A vér cukorkoncentrációja (vércukorszint) ezáltal állandóan kontroll alatt van és csak bizonyos határok között változik. A vércukorszint még egy böjt alatt is a normális tartományban marad, mert a májban egy folyamatos szőlőcukor-újraképzés (glükoneogenezis) zajlik és ez biztosítja a vércukor konstans szinten tartását. A glükoneogenezist két hormon szabályozza: az inzulin, mely azt gátolja és a glukagon, mely serkenti. Normális körülmények között naponta nagyjából 250 g glükóz képződik így a májban. Amennyiben az inzulin hiányzik (abszolút inzulinhiány) vagy nem tud rendesen hatni (relatív inzulinhiány), hiányzik az inzulin glükoneogenezist gátló hatása és a szabályozás felborul. A máj inzulin hiányában naponta nagyjából 500 g szőlőcukrot képes termelni. Ez magyarázatot ad arra, miért lehet a cukorbetegeknek a táplálék (szénhidrátok) felvételétől függetlenül magas vércukorszintje.
Ezen kívül van az inzulinnak még egy hatása: ez az egyetlen hormon, mely a zsírtartalékok felépítését végzi a zsírszövetben és azt támogatja, hogy a zsír a raktárakban maradjon. Inzulin abszolút hiányában ezért léphet fel testsúlycsökkenés.
Cukorbetegségben (inzulin hiányában vagy az inzulin hatásának csökkenésekor) ezért a sejtek (az agysejtek kivételével) nem tudják a glükózt a vérből felvenni, így az a vérben marad. Emellett növekedik a glükóz-újraképzés is a májban. Ezek a folyamatok együttesen ahhoz vezetnek, hogy megemelkedik a vércukorszint.
Az inzulin hatásait inzulinreceptorokon keresztül fejti ki. Az inzulinreceptorok sűrűsége az inzulin koncentrációjától függ. Ha magas a vér inzulinszintje, a receptorok sűrűsége csökken (downregulation) és fordítva (upregulation). A 2-es típusú diabétesz során inzulinrezisztencia alakul ki az alábbi okok miatt:
- Pre-receptor: inzulin-ellenes antitest, megváltozott inzulinmolekula
- Receptor: csökkent receptorsűrűség (downregulation)
- Post-receptor: hibás információtovábbítás a sejt belseje felé

Az inzulin hatásai két csoportba oszthatók:
- Membránhatások: az inzulin elősegíti a glükóz, aminosavak és kálium izom- és zsírsejtekbe történő felvételét.

- Metabolikus hatások: az inzulin serkenti az anabolikus anyagcserét (glikogénszintézis, zsírsavszintézis, fehérjeszintézis) és gátolja a katabolikus anyagcserét.

## Inzulinkezelés

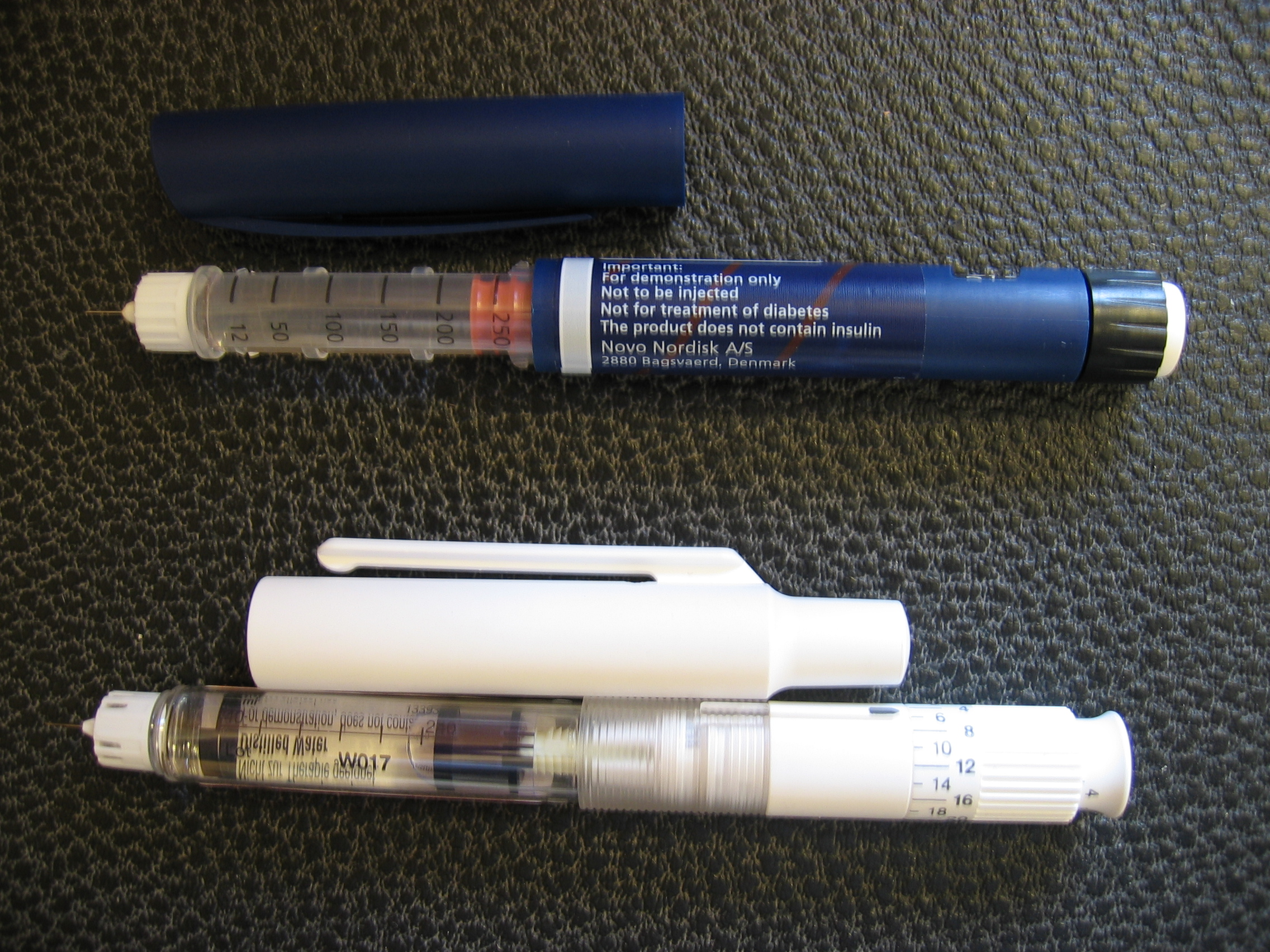
Az inzulin adagolásához szükséges ún. inzulin toll

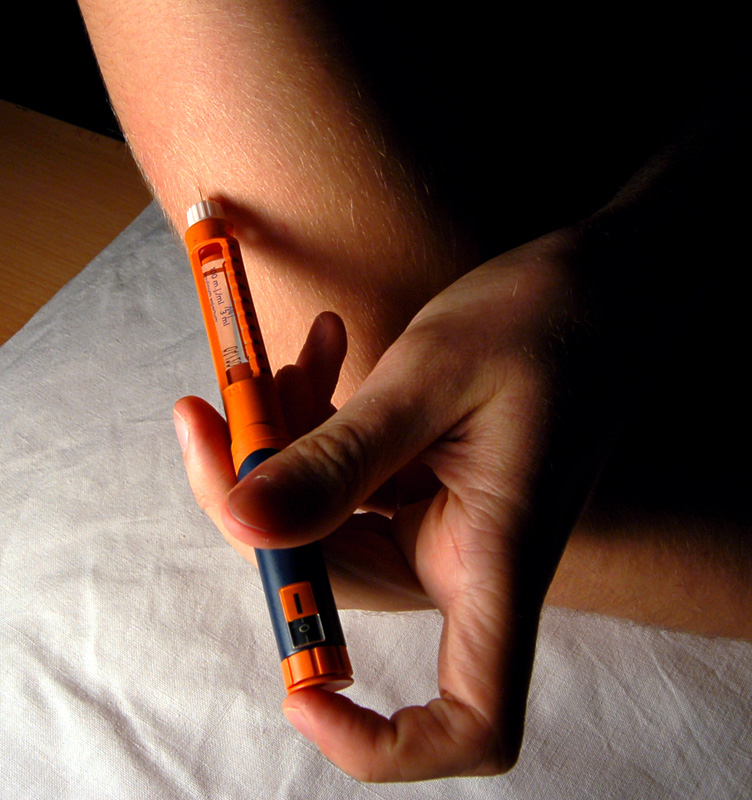
Inzulin adása a bőr alatti kötőszövetbe az inzulin toll segítségével

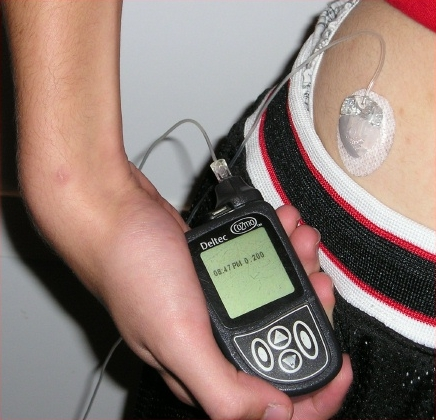
Inzulin adagolása inzulin pumpa segítségével

Célja a hiányzó inzulin pótlása. Ez a cukorbetegség különböző típusaiban különböző módon történik.
Az 1-es típusú cukorbetegségben betegeknek mindig szükségük van inzulinra, hiszen a betegség ezen formájában a béta-sejtek pusztulása következtében nincs elegendő inzulintermelés.
A 2-es típusú cukorbetegségben a kezelés lépcsőzetesen épül fel, a kezelés nem inzulinnal kezdődik, hanem életmódváltoztatással, testsúlycsökkentéssel, valamint tablettás antidiabetikus gyógyszerek adásával. A betegség előrehaladásával, amikor a béta-sejtek kimerülése megindul, a tablettás készítmények mellett szükség lehet hosszú hatású inzulinkészítmények esti adására. Az utolsó szakaszban, amikor a béta sejtek kimerültek, az inzulint az 1-es típusú diabéteszhez hasonlóan teljesen pótolni kell.
Minél jobban sikerül inzulinnal a normálishoz közeli anyagcsere-egyensúlyi állapotot elérni és több évtizeden keresztül fenntartani, annál nagyobb esély van arra, hogy a cukorbeteg elkerülje a szövődmények kialakulását, munkaképessége megmaradjon és életminősége, életvitele, életkilátásai érdemben ne különbözzenek nem cukorbeteg embertársaikétól.

### Az inzulin adagolása
Az inzulint a bőr alá, a bőr alatti zsírba kell fecskendezni. Erre általában a végtagok (kar, comb) és a hasfal használható. Ma már kis fecskendők és nagyon vékony tűk kifejlesztésével az eljárás szinte fájdalommentes. Azok számára, akik a tűket nem képesek elviselni, létezik egy levegőpumpás eszköz, amely az inzulint tű alkalmazása nélkül képes a bőr alá fújni. Ez az eljárás sem teljesen fájdalommentes, így inkább azoknak ajánlott, akik a tűtől tartanak. A leggyakrabban használt eszköz az ún. inzulin toll. Ez egy toll méretű kis adagoló, melyben egy patronban található az inzulin, ami egy nagyon vékony tű segítségével a kívánt dózisban juttatható be a bőr alá. Az inzulin toll kényelmesen alkalmazható, főleg olyankor, ha a betegnek útközben, az otthonán kívül, napközben többször is adnia kell az inzulint. Egy másik elérhető eszköz az inzulinpumpa. Ez egy kicsiny tartályból előre meghatározott program szerint folyamatosan adagolja az inzulint a bőr alá szúrt, kis tűn keresztül. Szükség esetén (pl. étkezés előtt) lehetőség van nagyobb adag inzulin befecskendezésére is. A pumpával lehet leginkább megközelíteni az egészséges szervezet inzulin termelését. A legtöbb betegnek ez a pumpa jobb szabályozást biztosít, míg másokat zavar a pumpa viselése ("idegen test" érzése), vagy a tű helyénél seb alakul ki. Problémát okozhat a fokozott fertőzésveszély is (például rendszeresen úszóknál).
Az inzulint be kell fecskendezni, szájon át jelenleg nem adható, mert a gyomorban lebomlik. Kutatók még tesztelik az inzulin adásának esetleges új formáit, amilyenek például az orrspray, a szájon át szedhető forma, mely nem bomlik le, vagy az inhalációs inzulin. Ez utóbbiban az inzulint egy speciális eszköz porlasztja, amely így a tüdőbe kerül, és a tüdő-léghólyagocskák felszínéről szívódik fel. Az így inhalált inzulin felszívódása nagyon gyors, a bőr alá fecskendezett ultragyors inzulin készítményekkel egyezik meg, hatástartama azonban hosszabb. Ismert, hogy ezzel az adagolással csak az inzulin 10%-a szívódik fel. Az inhalációs inzulin az étkezésekhez adott inzulint válthatja ki, a bázisinzulin bőr alá történő adagolására továbbra is szükség lesz. Néhány készítmény kifejlesztése már a klinikai fázisban van, az USA-ban és az EU-ban a készítmény engedélyezett. Az inzulin-inhaláció hosszú távú hatása a tüdőkre még nem ismert, alkalmazása során időnként a tüdő működésének kisfokú, visszafordítható romlását észlelték.

### Inzulinkészítmények
Az inzulin négy alapvető formában kapható. Mind a négy formában más és más a hatás felléptéhez szükséges idő illetve a hatás időtartama.
- A gyorshatású inzulin, mint amilyen a hagyományos emberi inzulin, gyorsan ható és rövid hatásidejű készítmény. Az injekciót 15-20 perccel étkezés előtt vagy közvetlenül étkezés után kell adni. A maximális hatását 2-4 óra múlva éri el, a hatástartama 6-8 óra. A készítmény teljesen megegyezik az emberi inzulinnal.

- Ultragyorshatású inzulin: A közelmúltban kutatók módosították az inzulinmolekula kémiai felépítését (kicseréltek két aminosavat a fehérjében). Ennek hatására ún. ultragyorshatású inzulinkészítményeket kaptak (mint a liszpro inzulin és az aszpart inzulin), melyek a hagyományos inzulinnál gyorsabban érik el maximális hatásukat és a hatástartalmuk is rövidebb (lásd táblázat). A hagyományos inzulin a bőr alatti szövetben hexaméreket alkot (hat inzulinmolekula egymáshoz köt), ami egy bőr alatti inzulinraktárhoz hasonlítható és a vérbe való felszívódást lassítja. A hexaméreknek ugyanis előbb le kell bomlani, mert a hajszálerek a monoméreket (egy inzulinmolekula) könnyebben tudják felvenni. A mesterséges ultragyors inzulinkészítmények kevésbé hajlamosak a hexamér-képződésre és így késlekedés nélkül a véráramba jutnak. Az ultragyors inzulinkészítmények előnye, hogy az étkezés előtt nem kell 15-20 percet várni, az injekció beadása után azonnal el lehet az étkezést kezdeni. Egy hátrányos hatása lehet ezeknek a készítményeknek azonban, hogy a hatás gyorsabban lecseng mint a hagyományos inzulinnál és így az étkezés után könnyebben alakulhat ki hiperglikémia.

- A középhatású inzulin (mint az inzulin lente, vagy az isofán inzulin szuszpenzió) 1-3 óra múlva kezd hatni, maximális hatását 6-10 óra múlva fejti ki, és összesen 12-18 óráig hat. Ezt a fajta inzulint lehet reggel adni, és akkor hatásával lefedi a nap első felét, vagy este, hogy lefedje az éjszakát. Segítségével pótolható a szervezet alap-, a szénhidrátok felvételétől független inzulinszükséglete (bázisinzulin). Az injekciót általában reggel és este kell beadni a táplálék felvételétől függetlenül. A középhatású inzulinok előállítása hosszú kutatások eredménye és két fontos tényt használ fel:

1. felismerték, hogy az inzulinmolekula élettani pH-értéknél savként reagál és bázikus partnerrel szemben sószerű komplexet képez.
2. cink elősegíti az inzulin kristályosodását.

Tehát ha inzulint egy bázikusan reagáló fehérjével (például a halból származó fehérjével: a protaminnal) cink jelenlétében összekeverünk (ez az ún. NPH-inzulin a német Neutrales Protamin Hagedorn-ból) és az oldatot a bőr alá fecskendezzük, a protaminnak előbb le kell bomlania, hogy az inzulin felszabaduljon. Fontos továbbá, hogy az oldat ugyanolyan mértékben tartalmazzon inzulint és protamint, különben az étkezés előtt befecskendezett gyorshatású inzulin is komplexet képez a protaminnal és elhúzódó hatásúvá válik. Ezt az ún. isofán inzulinnal érték el, mely egyező mennyiségben tartalmazza a reagáló partnereket (protamin és inzulin).
Az inzulin lente készítmény a fentebb említett második tulajdonságot használja fel: acetátpuffer és cink jelenlétében az inzulinmolekula kikristályosodik és a kristályból csak lassan oldódik fel. Ezt a cink-inzulinkészítményt azonban nem lehet kombinációban adni a gyorshatású inzulinokkal, mert azok is elhúzódó hatásúvá válnak.
- A hosszú hatású inzulin (mint a kiterjesztett inzulin-cink szuszpenzió, az inzulin ultra-lente, valamint a glargin inzulin) nagyon kevés hatással bír az első 6 óra alatt, de a hatásideje hosszú, 28-36 óra. Ezek a készítmények a középhatásúakhoz hasonlóan a táplálék felvételétől független inzulinszükségletet fedezik, azzal a különbséggel, hogy ezeket az inzulinokat elég naponta egyszer fecskendezni (általában este). A készítmények a már ismert elvek alapján működnek (inzulin-cink szuszpenzió, inzulin ultra-lente), kivéve a glargin inzulin, mely az ultragyorshatású inzulinokhoz hasonlóan molekuláris biológiai módszerekkel (aminosavak módosításával) készül. A módosítás hatására az inzulin lassan szabadul fel a bőr alatti szövetből a véráramba, felszívódása a többi hosszabb hatástartalmú készítményhez képest sokkal egyenletesebb és megbízhatóbb.

Előnyös lehet egy gyors- és egy középhatású inzulin kombinációja is. Ilyenkor egy injekcióval lehet a kettőt a szervezetbe juttatni, ezzel az injekció helyén kialakuló szövődményeket lehet csökkenteni.

### Az inzulinkezelés mellékhatásai
- Hipoglikémia: inzulin túladagolása után (vagy ha az inzulininjekció után nem történt elegendő szénhidrátfelvétel) kórosan alacsony vércukorszint alakulhat ki, mely életveszélyes állapot lehet.
- Lipodisztrófia: Az inzulin injekciók károsíthatják a bőrt és az alatta fekvő szöveteket. Az injekciók vagy zsírlerakódást okoznak, ezzel a bőr dudorossá válik, vagy zsírpusztulást, amely viszont a bőrön kisebb benyomódásokként ismerhető fel. Ezeknek a szövődményeknek az elkerülésére érdekében fontos az injekció beadásának helyét változtatni, például egyik nap a combot, másnap a hasat, harmadik nap pedig a kart használni.
- Allergiás reakciók: ritkán (általában állati inzulin alkalmazásakor, ami ma már igen ritka) felléphet allergiás reakció is fájdalommal és égő érzéssel, melyet aztán az injekció helyén pár órán keresztül bőrpír, viszketés és duzzanat követ.